# Starship Titanic
Starship Titanic è un'avventura grafica ideata da Douglas Adams, pubblicata nel 1998 da Simon & Schuster per Microsoft Windows. Convertito l'anno seguente per Mac OS, il gioco è stato nuovamente distribuito nel 2015 su GOG.com. Dal videogioco è stato tratto un romanzo scritto da Terry Jones.
Tra le voci originali utilizzate per il doppiaggio figurano John Cleese, Terry Jones e lo stesso Adams, la cui scansione della testa effettuata per il gioco comparirà nel film Guida galattica per autostoppisti.